# Тарышта
Тарышта — населённый пункт в Татарском районе Новосибирской области. Входит в состав Киевского сельсовета.

## Население
| 2002 | 2007 | 2010 |
| ---- | ---- | ---- |
| 32   | ↗34  | ↘5   |

## Улицы
В населённом пункте имеется одна улица: Рабочая.

## Инфраструктура
В населённом пункте по данным на 2007 год отсутствует социальная инфраструктура.

## Известные уроженцы
- Байдуков, Георгий Филиппович (1907—1994) — советский военачальник, генерал-полковник авиации, Герой Советского Союза.